# Petrobionidae
Petrobionidae é uma família de esponjas marinhas da ordem Lithonida.

## Gêneros
- Petrobiona Vacelet e Lévi, 1958